# Tongaporutu (rivière)
Le fleuve Tongaporutu  (en anglais : Tongaporutu River) est un cours d’eau de la région de Taranaki dans le sud-est de l’Île du Sud de la Nouvelle-Zélande

## Géographie
Il s’écoule initialement vers le nord à partir de son origine près de la ville de Tahora, tournant vers l’ouest pour atteindre la côte de la Mer de Tasman tout près de la ville de Tongaporutu, à 15 kilomètres au sud de la ville de Mokau.